# وینتربورن ابباس
وینتربورن ابباس (به انگلیسی: Winterbourne Abbas) یک روستا و محله مدنی در بریتانیا است که در West Dorset واقع شده‌است. وینتربورن ابباس ۳۵۵ نفر جمعیت دارد.